# Lewis R. Foster
Lewis R. Foster (5. august 1898 - 10. juni 1974) var en amerikansk manuskriptforfatter, film / tv-instruktør, og film / tv-producent. Han instruerede og skrev over hundrede film og tv-serier mellem 1926 og 1960.